# Мокрая Московка
Мокрая Московка, Московка — река на Украине, в пределах Запорожского района Запорожской области.
Левый приток Днепра (бассейн Чёрного моря).

## Описание
Длина реки 62 км, площадь водосбора 457 км². Уклон реки 1,8 м/км. Долина трапециевидная, расчлененная; в ширину до 3 км, глубиной до 50 метров. Пойма местами заболочена, её средняя ширина 300 метров. Русло извилистое, шириной до 5 метров, на отдельных участках илистое. Сооружено несколько прудов. На реке есть несколько небольших водопадов, самый большой из них — выше села Ивано-Анновка. Водятся карась, плотва, окунь, краснопёрка, щука, карп, солнечный окунь и другие рыбы. До 1993 года водились ещё плюс к выше перечисленным: голавль, судак, горчак, подуст, тарань, трёхиглая колюшка, шиповка, речная рыба игла, верховодка.

## Расположение
«Четвертого июля, прошли мы мимо двух речушек, званые Московками, которые впадают в Днепр с татарской стороны. Дальше пристали к берегу вблизи острова Малой Хортицы ниже по течению, где лет тридцать назад был построен замок Вишневецкого, разрушенный потом татарами и турками».— Эрих Лясота, 1594 год.
Мокрая Московка берёт начало в урочище Елизаветовка к югу от села Райское. Течёт сначала на северо-запад, далее — преимущественно на юго-запад. В низовьях течёт по территории города Запорожья на протяжении 7 км и впадает в Днепр возле парка «Дубовая Роща» (в пределах Запорожья русло расчищено в 2005—2006 годах).
На реке расположены сёла Московка, Никольское, Троянды, Куприяновка, Бекаровка, Ивано-Анновка, Наталовка и город Запорожье.
В междуречье Мокрой и Сухой Московки в 1770 году была основана Александровская крепость Российской империи, ныне город Запорожье.

## Экология
В июле 2016 года Управлением по вопросам экологической безопасности городского совета на рассмотрение представителям исполкома был предложен проект решения об утверждении Программы «О финансировании природоохранных мероприятий за счёт экологических поступлений на 2016—2018 годы». Запланировано выполнение мероприятий по восстановлению и поддержанию благоприятного гидрологического режима и санитарного состояния рек, расчистка устья и русла реки Мокрая Московка.

## Фотографии

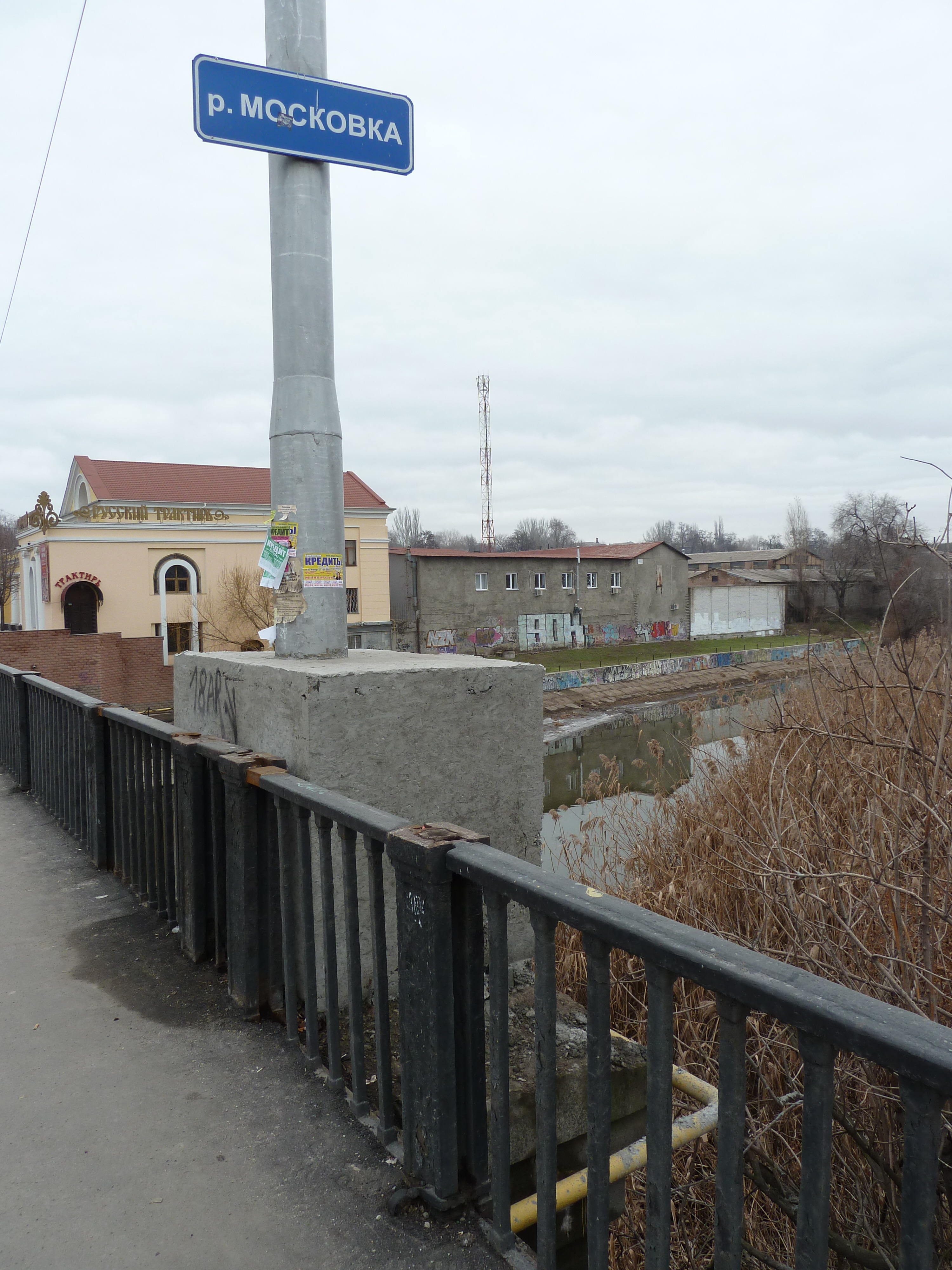
Информационный дорожный знак «Московка», перед мостом на Соборном проспекте в город Запорожье.
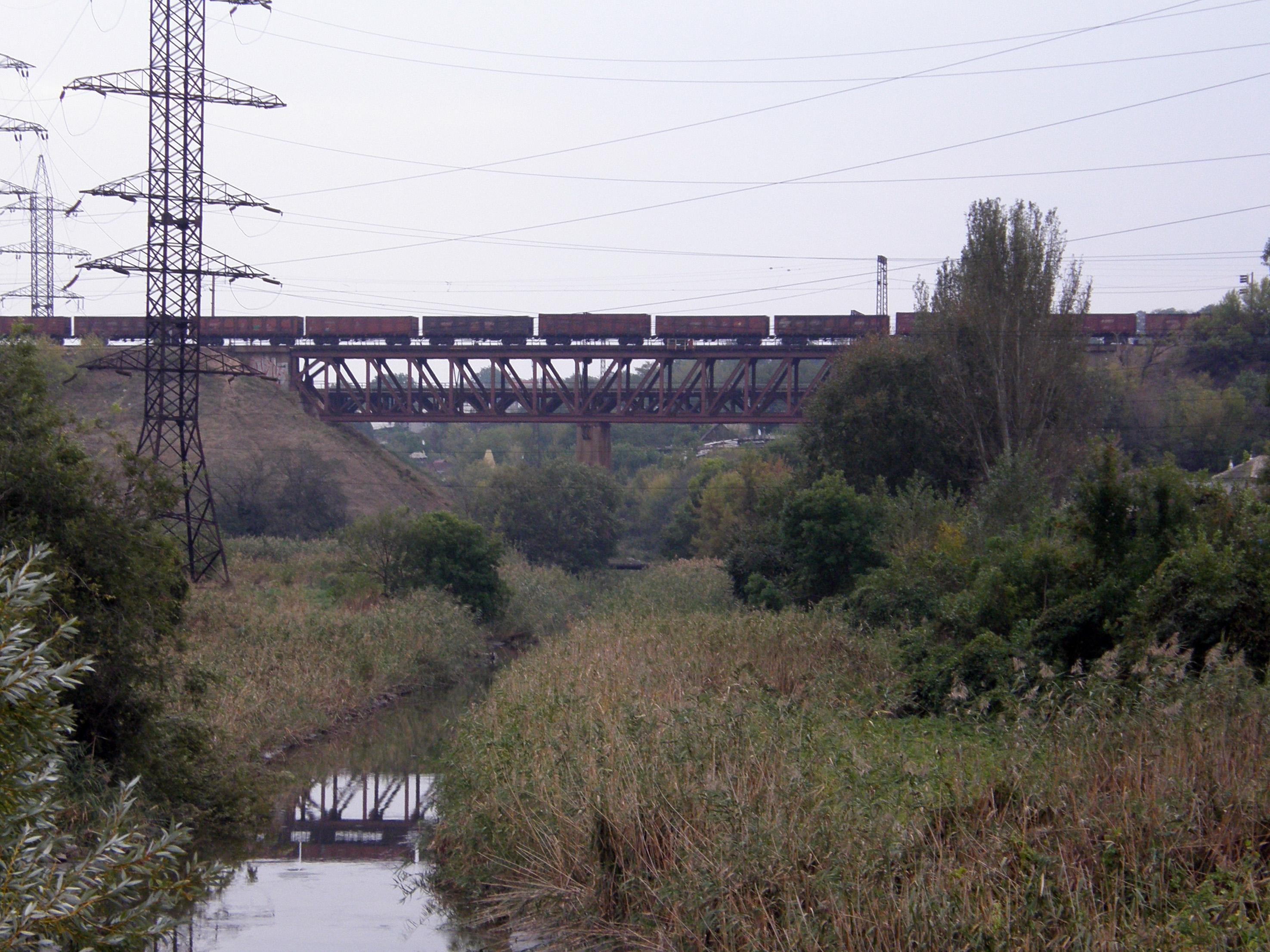
Железнодорожный мост через Московку в Запорожье.